# 平忠彦
平 忠彦（たいら ただひこ、英: Tadahiko Taira、1956年11月12日 - ）は、福島県原町市（現・南相馬市原町区）出身の元オートバイ・ロードレースライダー。
1980年代の全日本ロードレース選手権でヤマハワークスのエースライダーとして活躍。マシン開発ライダーとしてもロードレース世界選手権 (WGP/現MotoGP) に優れたマシンを供給し、ヤマハの世界タイトル獲得に貢献した。

## 来歴
父と兄の影響で幼い頃よりオートバイに興味を持ち、18歳よりレーサーとしての活動を始める。
1977年までは自動車整備士として勤務しており、元々は四輪のレースを始めたいという夢を持っていた。度々見学に訪れていた筑波サーキットで初めて見た2輪のスポーツ走行を見て衝撃を受け、ピットガレージにいた「埼玉イナレーシング」の赤石博行代表に相談しその場で入会。新大宮バイパスのシェル石油ガソリンスタンドで働きながら資金をため、空冷の250ccマシン「TD3」で全日本ロードレース選手権・ノービス250ccクラスにデビュー。その年の暮れに中古のヤマハ・TZ250（1977に発売開始されていたがノービスには入手できなかった。）で筑波のコースを毎週走りに行っては転ぶの繰り返しだった。すぐにパーツが壊れてしまうためカウリング未装着のマシンで1日2-3時間コースを走り込んだ。まだ速くは走れずに転んでばかりだったが、整備士の経験からメカニック面の知識には自信があり、自分のTZは自分ですべてバラしてキャブレターのセッティングからすべて自分の納得できるまで毎日いじった。スポークホイールの1本1本を磨いては指ではじいて音を確認するようなマシンへの愛着を込めた整備の毎日で、1977年から1978年のノービス時代はその当時の世の中やテレビでの流行や出来事をほとんど知らないと述べている。
イナレーシングの先輩、赤石博行や須田明と一緒にスポーツ走行で走ることで走りを向上させ、1978年の全日本選手権・ノービス250クラスでランキング3位となり、1979年にジュニア350に昇格。なお、この1978年シーズン中には、一緒にレースを転戦していた先輩が鈴鹿で亡くなり、レースを辞めてしまおうかと真剣に悩み、レースに取り組む姿勢があそびの延長ではなく、責任を持った真剣なものになった契機と述懐している。1980年に全日本ロードレース国際A級350ccクラスで4勝を挙げチャンピオンを獲得。
1981年、神奈川県横浜市に拠点がある野口モータースを軸とするヤマハ系サテライトチーム「スポーツライダー（現・スポーツライダース）」へ移籍。かつてヤマハ初の日本人ワークスライダーとして浅間火山レースにおいて活躍した野口種晴監督の下、鈴木忠男、東福寺保雄に続くヤマハ契約ライダーとなる。そのタイミングで、ロードレース最高峰カテゴリー・500ccクラスにステップアップ。当初は「関水スペシャル」と呼ばれる市販レーサーTZ500で参戦。約２年間のスポーツライダースからの全日本参戦中は、普段ショップで整備やお客の対応をこなしつつ、メーカーのテスト、部品開発等にも勤しんだ。時間の合間をぬって角川映画「汚れた英雄」の主役である草刈正雄のスタント役として、SUGOにてTZ500での走行シーンを演じた。
ワークス車両のYZR500が供給されるようになった1983年から1985年まで3年連続全日本チャンピオンを獲得した。1985年7月に「キング・ケニー」ことケニー・ロバーツとコンビを組んで鈴鹿8時間耐久レースに出場。予選ポールポジション獲得するも、スタートの大失敗から追い上げトップまで浮上、しかし残り30分でエンジントラブルによりリタイアという劇的な結末（後述）は鈴鹿8耐の歴史に残る名シーンとなった。
国内最速の地位を築く一方、1984年より機をみて海外レースへのスポット参戦を始める。1986年と1987年はマールボロ・ヤマハよりロードレース世界選手権(WGP)にフル参戦し、初年度は250ccクラスで1勝（サンマリノGP）。1987年は500ccクラスで表彰台1回（3位・チェコスロバキアGP）を獲得した。その後、引退した河崎裕之からヤマハの開発ライダーとしての役割を引継ぎ徐々にレース参戦の機会を減らしていったが、地元の日本GPでは1988年と1989年に2年連続ポールポジションを獲得、1990年の鈴鹿8耐ではエディ・ローソンとのコンビで念願の優勝を果たした。1991年は久々に全日本500ccクラスにフル参戦し、同年を最後に35歳で現役を引退。1992年シーズンに入り引退記念走行が行われた。
引退後は静岡県浜松市中央区でオートバイショップ「タイラレーシング」を経営しつつ、ライディングスクールやツーリングイベント、講演会などでオートバイの魅力を伝える普及活動に取り組んでいる。2008年よりヤマハレーシングのチーム監督に就任。2010年はチームマネージャー（実質的なチーム監督）として全日本ロードレース選手権のJSB1000クラスに「YSPレーシングチームウィズTRC（中須賀克行）」、「TAIRA Racing（武田雄一）」の2チームを率いて参戦した。日本モーターサイクルスポーツ協会の理事も務める。
なお、長男の平龍彦は陸上競技（走り高跳び）の選手で、2011年のインターハイで優勝などの好結果を残している。
2023年2月、文部科学省スポーツ庁プロスポーツ功労者に選出（モーターサイクルスポーツ）。

## 年表
- 1978年 - 全日本ロードレース選手権250ccクラス・ランキング3位（ノービス）
- 1979年 - 全日本ロードレース選手権350ccクラス・チャンピオン（ジュニア）
- 1980年 - 鈴鹿8時間耐久ロードレースに初出場・39位（三原嗣厚/ホンダ・CB750E）
- 1980年 - 全日本ロードレース選手権350ccクラス・チャンピオン（国際A級）
- 1981年 - 全日本ロードレース選手権500ccクラス・ランキング6位（国際A級）
- 1982年 - 全日本ロードレース選手権500ccクラス・ランキング4位（ヤマハTZ500）
- 1983年 - 全日本ロードレース選手権500ccクラス・チャンピオン（ヤマハYZR500-0W70）

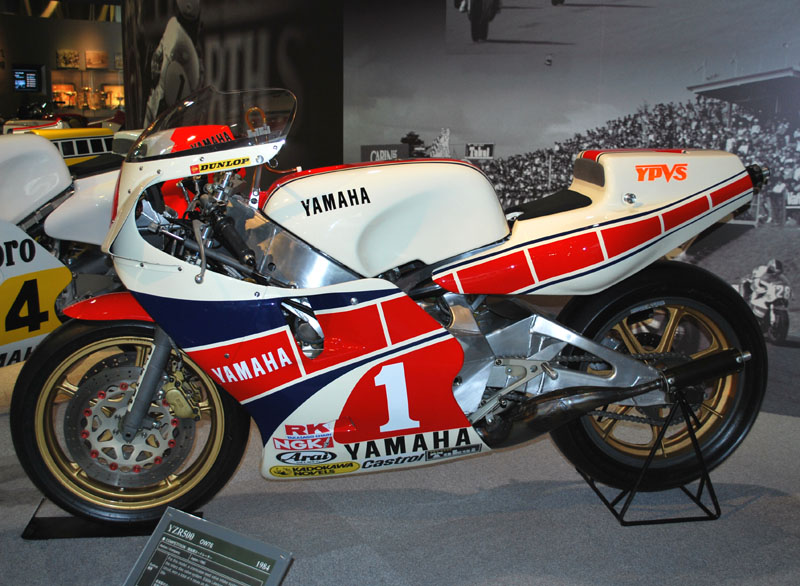
1984年型YZR500 (#1)

- 1984年 - 全日本ロードレース選手権500ccクラス・チャンピオン（2年連続、YZR500-0W76）

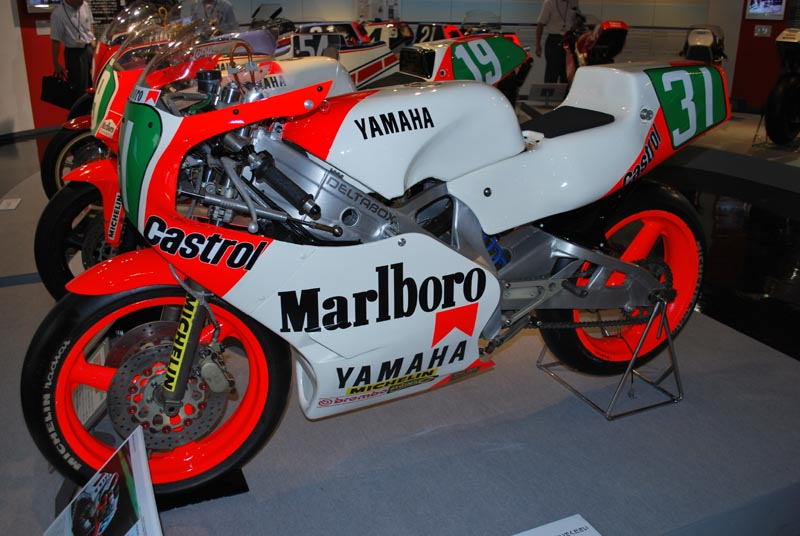
1986年型YZR250 (#31)

  - ロードレース世界選手権500ccクラス・ランキング16位（スポット参戦/マールボロ・ヤマハ・アゴスティーニ）
  - シーズン開幕前にはアメリカ・デイトナ200に参戦（YZR700-0Ｗ69）
- 1985年 - 全日本ロードレース選手権500ccクラス・チャンピオン（3年連続、YZR500-0W81）
  - ロードレース世界選手権500ccクラス・ランキング21位（スポット参戦/マールボロ・ヤマハ・アゴスティーニ）
  - 鈴鹿8時間耐久ロードレース・リタイア（ケニー・ロバーツ/FZR750-0Ｗ74）※17位完走扱い

- 1986年 - ロードレース世界選手権（WGP）250ccクラス・ランキング9位（マールボロ・ヤマハ・アゴスティーニ/YZR250-0Ｗ82）
  - 全日本ロードレース選手権500ccクラス（2戦のみスポット参戦して2勝、YZR500-0W81）
  - 鈴鹿8時間耐久ロードレース・リタイア（クリスチャン・サロン/ヤマハYZF750-0Ｗ80）
  - WGPフル参戦初年度、開幕戦スペインGP（ハラマ）で予選2位を獲得したが、スタートでエンジンが掛からず後続のステファン・メルテンスに激突され左足を骨折[9]。この怪我の影響と、この年YZR250の最大の欠点であった始動性の悪さに苦しめられ[10]、シーズン中には右足も負傷してしまう。最終戦サンマリノGP（ミサノ）でも予選2位からスタートを失敗して出遅れたが、後方から猛チャージをみせてWGP優勝を飾った[11]。この時平が付けていたゼッケン「31番」は、ヤマハワークスの後輩で、1993年にWGP250ccクラスを制した原田哲也が受け継ぐことになる。
  - WGPシーズン終了後は国内の500ccクラスにスポット参戦し、日本GPではワイン・ガードナー、TBCビッグロードレースではエディ・ローソンを破って連勝。
- 1987年 - ロードレース世界選手権500ccクラス・ランキング6位（マールボロ・ヤマハ・アゴスティーニ/YZR500-0W86）
  - チェコスロバキアGP（ブルノ）で500ccクラスでは自身初（そして唯一の）となる3位表彰台を獲得した。
- 1988年 - ロードレース世界選手権500ccクラス・ランキング15位（スポット参戦/YZR500-0W98）
  - 全日本ロードレース選手権500ccクラス（スポット参戦）
  - 鈴鹿8時間耐久ロードレース・リタイア（マイケル・ドゥーハン/YZF750-0WA0）※9位完走扱い
  - スポット参戦したWGP開幕戦の日本GP・500ccクラスで、最高峰クラスにおいて日本人初となるポールポジションを獲得した。
- 1989年 - ロードレース世界選手権500ccクラス・ランキング14位（スポット参戦/YZR500-0WA8）
  - 全日本ロードレース選手権500ccクラス・TT-F1クラス（スポット参戦）
  - 鈴鹿8時間耐久ロードレース・リタイア（ジョン・コシンスキー/YZF750-0WA6）
  - スポット参戦したWGP開幕戦日本GP・500ccクラスで、2年連続ポールポジションを獲得。
- 1990年 - ロードレース世界選手権500ccクラス・ランキング23位（スポット参戦/YZR500-0WC1）
  - 鈴鹿8時間耐久ロードレース・優勝（エディ・ローソン/YZF750-0WB7）
- 1991年 - ロードレース世界選手権500ccクラス・0ポイント（日本GPのみ参戦/YZR500-0WD3）
  - 全日本ロードレース選手権500ccクラス（フル参戦）
- 1992年 - 現役引退を発表。同年4月、スポーツランドSUGOにて引退式とラストランが行われた。

## 鈴鹿8耐での活躍
平は国内ロードレースのビッグイベントである鈴鹿8時間耐久ロードレースで悲運に見舞われ続け、ホンダ (HRC)のワイン・ガードナーと共に当時の8耐人気の立役者となった。
平は無名のプライベーター時代の1980年に、チームヨシモトからホンダCB750Fで三原嗣厚とペアを組んで鈴鹿8耐に初出場。結果はトップから50周遅れの39位（完走者の中では最下位）であった。その後ヤマハワークス入りを果たし、2ストロークのレース専用マシンをメインとするレースに参戦。ヤマハが鈴鹿8耐へワークス参戦していなかったこともあり、この時期に鈴鹿8耐に参戦することはなかった。

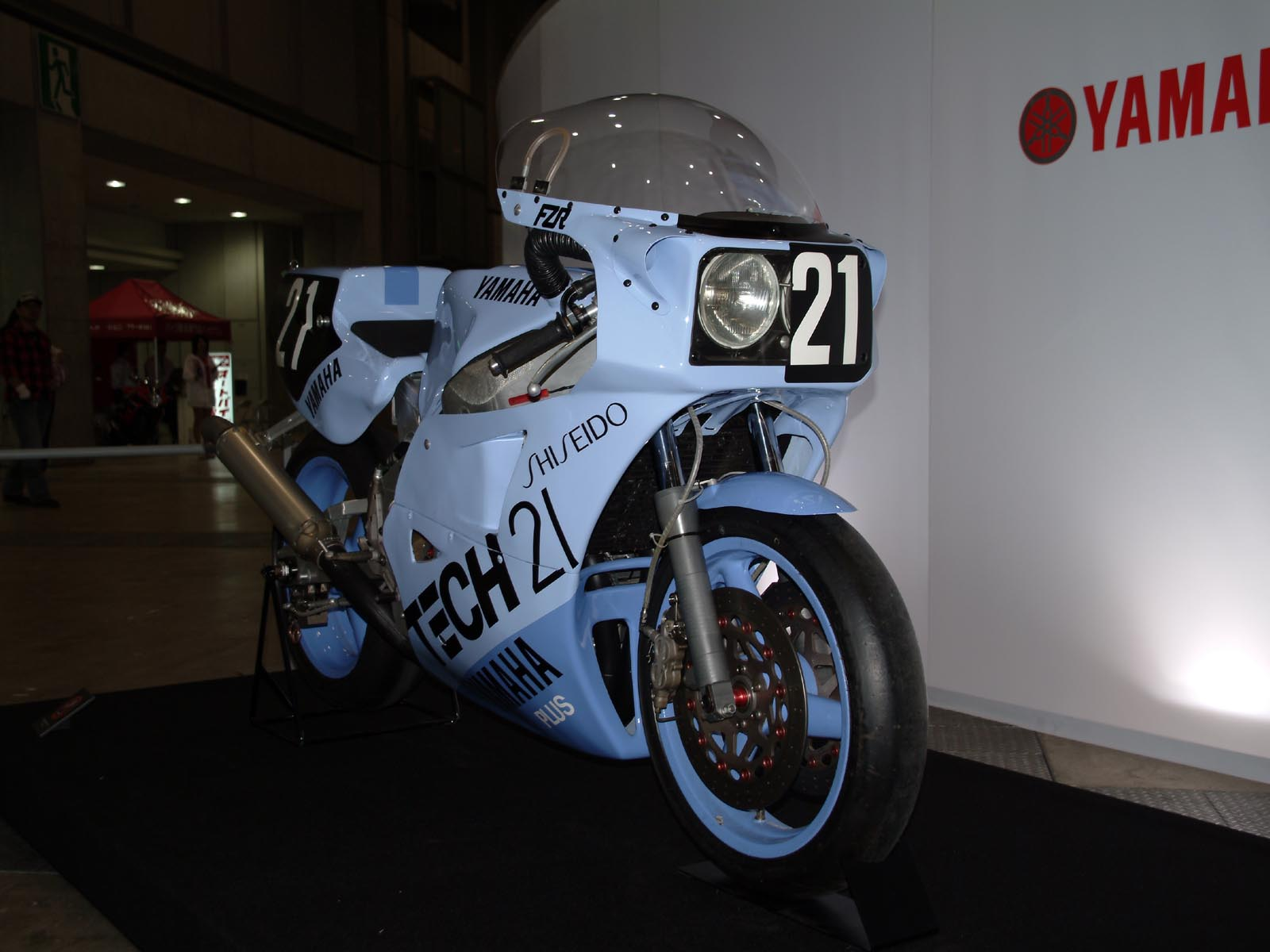
TECH21カラーの1985年型FZR750

1985年、ヤマハは本格的な4ストローク4気筒750cc市販バイクであるFZ750を発表し、そのプロモーションの一環として市販車を改造したTT-F1クラスのマシンで行われる鈴鹿8耐へ、純ワークス体制による参戦を決定した。ヤマハワークスのエースライダーである平のパートナーには、ロードレース世界選手権500ccクラスで3年連続世界チャンピオンに輝いたのちレースから引退していたケニー・ロバーツが招聘された。FZ750をレース用に改造したFZR750は、平をCMモデルに起用した資生堂「TECH21」のシンボルカラーである淡い紫色に塗られた。
ロバーツと平のペアは優勝候補とされ、予選ではロバーツがポールポジションを獲得した。決勝レースではスタートこそ出遅れたものの、レース半ばには全てのマシンを周回遅れにする圧倒的な速さで首位を独走したが、レース終了まで30分を残した平のライディング中、FZR750のエンジンが突然停止。グランドスタンド前のピットウォールにマシンを停めてリタイアした。
翌1986年、ヤマハはベース車の変更（FZ750から市販のFZR750へ）に伴いマシン名をYZF750と改称。平はフランス人GPライダーのクリスチャン・サロンとペアを組むが、互いの通常使用するシフトパターンの違い（平は逆チェンジ、サロンは正チェンジを使用していたため、ライダー交替の度にシフトパターンを変更した）やライディングスタイルの違いに起因するポジションの相違に苦しみ、強さを発揮しきれないまま、再びマシントラブルでリタイアに終わった。
1987年、平は8耐直前のフランスGPでクラッシュし、首と腕に負傷。鈴鹿8耐初日フリー走行には痛みを抱えながらコースインしたが、本番を走れるコンディションではないと判断し8耐出走を断念。TECH21チームの監督として参戦したが、皮肉にも平が走らなかったこの年、ケビン・マギーと平の代役として参戦したマーチン・ウィマーのペアが快走し、トップのヨシムラ（高吉克郎）が残り5分で転倒するというアクシデントもあって、TECH21チームは劇的な逆転優勝を飾った。この勝利は1978年開始の鈴鹿8耐におけるヤマハ初優勝でもあった。
1988年は当時無名に近かったマイケル・ドゥーハンとペアを組むが、平のライディングで3位を走行中、レース終了10分前にエンジントラブルで3度目のリタイア。この年、ヤマハワークスは3台出走して1台が優勝、もう1台も上位入賞を果たしており、平のマシンだけがリタイアとなってしまった。
1989年はロバーツの秘蔵っ子であった新進気鋭のアメリカ人GPライダージョン・コシンスキーとペアを組むが、5時間過ぎにまたしてもマシントラブルで4度目のリタイアに終わった。自身が出走した過去4回は、全てマシントラブルによるリタイア。この時期、レース参戦よりもマシン開発業務が主体となっていた平にとって、鈴鹿8耐は実戦に参戦する数少ない機会であり、鈴鹿8耐制覇はそんな平に残された悲願となっていた。

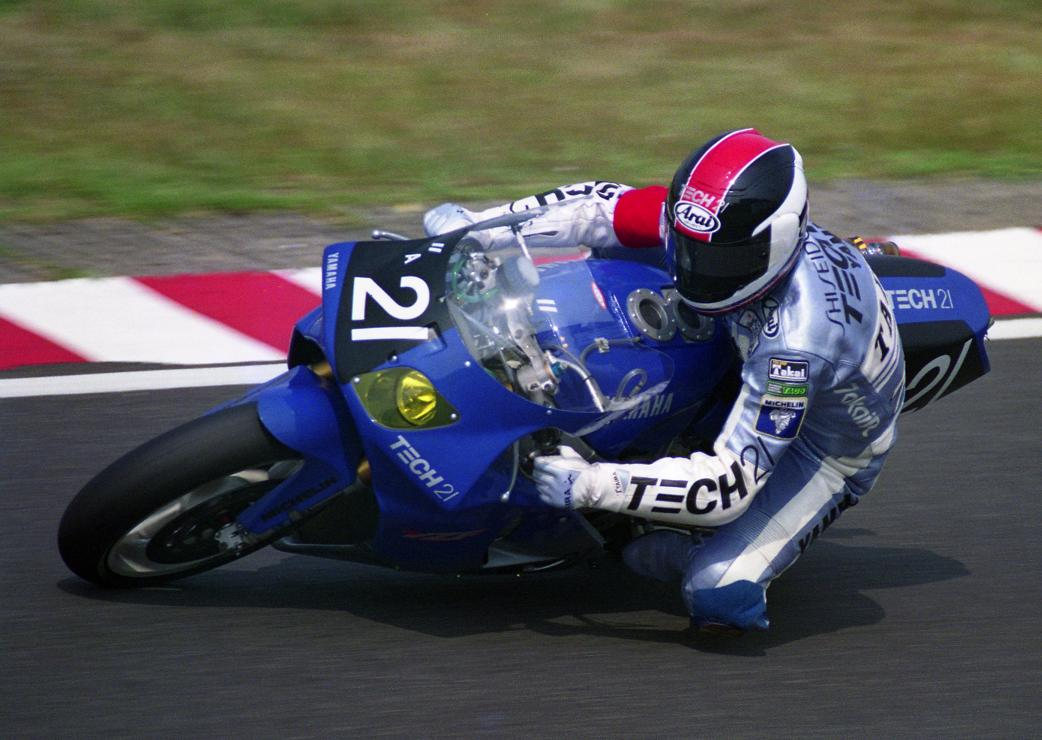
1990年の8耐予選での走り（ダンロップコーナー）

1990年、ヤマハは8耐での平のパートナーとして、シーズン序盤の怪我によりWGP500ccクラスのチャンピオン獲得の望みが絶たれたヤマハのエースライダー、エディ・ローソンを起用した。最強の助っ人を得たこの年が、平にとって念願の8耐制覇を成し遂げる大きなチャンスだった。ローソンはグランプリシーズンのハードスケジュールと負傷を押しての参戦にもかかわらず、全力の走りで後続との差を広げ、平も見事な走りでそれに応えた。そしてワークス参戦開始から6年目にして、平は悲願の8耐優勝を果たし、この優勝を最後にワークスライダーとしての8耐参戦を終えた。レース終了後、平の優勝を待ち焦がれていた鈴鹿サーキットを埋め尽くすレースファンから発生した平コールの大合唱は、しばらく鳴り止む事がなかった。
5年後の1995年、すでに現役を引退していた平は8耐限定で復帰。自らが主宰するタイラレーシングからプライベーターとしてTRX850でエントリー、ペアライダーには2輪ジャーナリストの根本健を迎えた。この年はマシンの熟成不足と2気筒エンジンの馬力不足に終始泣かされ、予選では決勝進出ラインの60位までに入れなかったものの主催者推薦を得て決勝へ出走、32位相当の194周を走破している。
翌1996年はマールボロのサポートを受け、ペアライダーに丁度10年前にもペアを組んだ元GPライダーのクリスチャン・サロンを迎えて予選を自力で突破し、決勝でも安定した走りを披露して完走を果たした。
2008年の鈴鹿8耐にはYAMAHA RACINGより、中須賀克行・佐藤裕児ペアのスーパーバイザーとして8耐の現場に復帰。若手のペアを支え、5位入賞に貢献した。

## メディアへの登場
平は生来の端正な顔立ちに加えて、レースでの実績や知名度から、日本のレース関係者の中でも一般メディアに取り上げられる機会が多い人物のひとりである。
1982年、角川映画『汚れた英雄』で、草刈正雄演じる主人公・北野晶夫のレースシーンのスタントを務めた。この当時はまだ若手で、所属していたレーシングチーム・スポーツライダースの野口種晴の下で下積み生活をしていた。1981年の全日本チャンピオンでヤマハのワークスライダー木下恵司が主人公のスタント役を務める計画案だったが、長身で彫りの深い平の風貌が草刈に似ていたことから角川春樹によってスタント役へ大抜擢された。木下は自身を基にキャラクター設定されたライバルの大木圭史（演:勝野洋）のスタント役を務めた。
1985年より、資生堂の男性用化粧品TECH21のイメージキャラクターとなる。「自分は、一等賞が、好きです」「男をチューンナップしな!」「男たちへ、アクセル」「スポーツする男たちへ」などのコピーと共にテレビ・雑誌などのさまざまなメディアに登場した。WGP500ccクラスや鈴鹿8耐ではマシンに「21番」のゼッケンを付けて走り、日本GPでは8耐と同じTECH21カラーのスペシャルカラーリングを使用した（他の海外GPではマールボロカラー）。ヤマハのミニコンポ「EDGE」（エッジ）のイメージキャラクターを務めた。
1988年に劇場公開された、ロードレース世界選手権や鈴鹿8時間耐久レースのドキュメンタリー映画『TOP DOG』に出演している。
資生堂が提供する日本テレビ系トーク番組『オシャレ30・30』にゲスト出演した際には、ダンディなスーツ姿で登場し、MCの古舘伊知郎はその姿を「銀座の一流ホストのよう」と表した。
2004年には、NHK教育テレビの「趣味悠々」・「中高年のためのらくらくツーリング入門」に出演、俳優の布施博らにオートバイを安全かつ楽しく乗る為の技術を伝える講師を務めた。
2011年には故郷南相馬市が東日本大震災で甚大な被害を被った。翌2012年に南相馬市の震災孤児を支援する活動として、自身の現役時代の写真やメッセージムービーを収録したiPhone、iPad、iPod用アプリ「平忠彦 Sympathy for Minamisoma」の制作に協力した。

## レプリカヘルメット

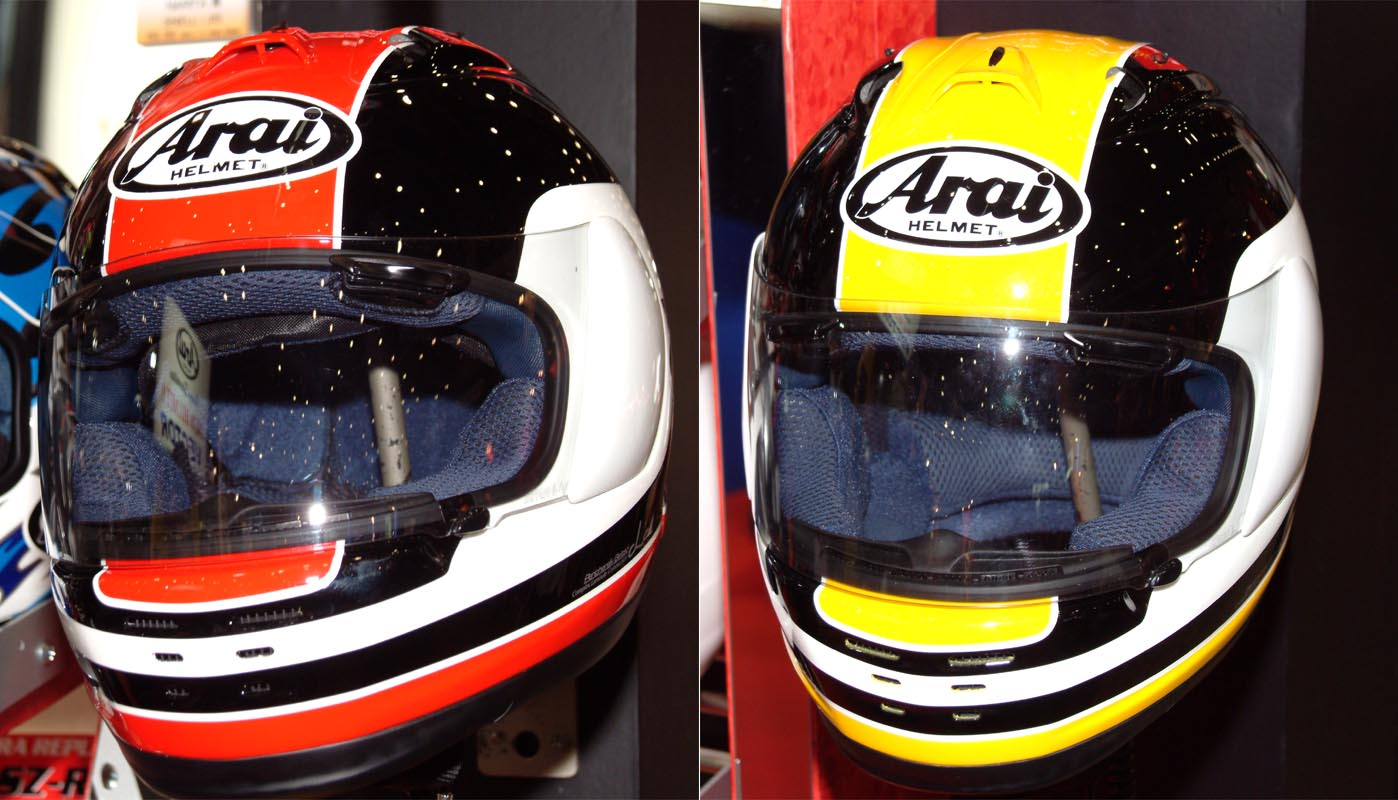
平レプリカ（左がオリジナル、右がU.S.インターカラー）

平は映画「汚れた英雄」の頃から赤、黒、白のヤマハワークスカラーを大胆に配色したデザインのヘルメットを着用していた。平はそのデザインについて、自分の好きな配色で、AMAスーパーバイク選手権のライダーのデザインを参考にしてアライヘルメットへ依頼したと述べている 人気、実力共に急成長を遂げると共に、アライからは平のデザインを模した「タイラ・レプリカ」が販売され、ヤマハ系のライダーを中心に爆発的ヒットを飛ばす。デザインは年代により帽体の変更などのため多少変化した。
1984年までは「汚れた英雄」と同様のデザインであったが、1985年に耳下のあたりのデザインを変更。1987年は所属チームのマールボロのロゴマークの幅に合わせて額の赤ラインを太くした。またエアダクトが新設されたことにより口元のデザインも変更。赤ラインが太くなったデザインは1988年まで使われたが、1989年より再び細いラインに戻された。
1987年にベースとなる帽体が「ラパイド」から変更されたためデザインを小変更したが、緒戦となる日本GPだけはシールド下のデザインが異なっている。ベストセラー商品ならではの試行錯誤がうかがえる。
また、頭頂部の赤いラインがイベントによって別の色となる場合があった。
- 黄色 - 通称「U.S.インターカラー」。1984年デイトナ200マイルレースに使用。1985年鈴鹿8耐でもケニー・ロバーツの黄色に合わせて使用し、クリスチャン・サロンと組んだ1986年も継続した。平は「憧れの存在であるロバーツと色を揃えたかった」と述べている[15]。
- 蛍光レッド - マールボロ・ヤマハからWGPに参戦した時に使用。マシンに合わせ赤色を派手な蛍光レッドとした。
- 青色 - 資生堂TECH21カラーバージョン。1989年の鈴鹿8耐と同年の全日本選手権TT-F1クラス（YZF750の開発によるスポット参戦）で使用。ただしWGP500ccクラスではTECH21カラーのときであっても赤ライン仕様の場合が多かった。
- 黒 - 2000年代に入り、自身でのツーリング用にラインを黒にアレンジしたタイプを使用。モノトーンの落ち着いた仕上がりとなっている。

## 戦績

### 全日本ロードレース選手権
| 年     | チーム                                | マシン         | 区分     | クラス | 1       | 2       | 3      | 4       | 5      | 6       | 7       | 8     | 9       | 10    | 11      | 順位 | ポイント |
| ------ | ------------------------------------- | -------------- | -------- | ------ | ------- | ------- | ------ | ------- | ------ | ------- | ------- | ----- | ------- | ----- | ------- | ---- | -------- |
| 1977年 | 埼玉イナレーシング                    | ヤマハ・TD3    | ノービス | 250cc  | TSU 8   | SUZ     | TSU 8  | SUG     | SUZ    |         |         |       |         |       |         | 18位 | 6        |
| 1978年 | 埼玉イナレーシング                    | ヤマハ・TZ250  | ノービス | 250cc  | TSU 2   | SUZ 8   | TSU 3  | SUZ 9   | TSU 2  | SUG 3   | SUZ     |       |         |       |         | 3位  | 45 (53)  |
| 1979年 | 埼玉イナレーシング                    | ヤマハ・TZ350  | ジュニア | 350cc  | TSU 1   | SUZ     | TSU 1  | SUZ 1   | TSU 1  | SUZ 2   | SUG 1   | TSU 1 | SUZ 1   |       |         | 1位  | 78       |
| 1980年 | 埼玉イナレーシング                    | ヤマハ・TZ350  | 国際A級  | 350cc  | TSU 2   | SUZ     | SUG    | SUZ 1   | TSU 1  | SUZ 10  | TSU 8   | SUG   | TSU 1   | SUZ 1 |         | 1位  | 83 (89)  |
| 1981年 | スポーツライダー                      | ヤマハ・TZ350  | 国際A級  | 350cc  | SUZ     | SUZ     | SUG    | SUZ     | TSU 1  | SUG     | SUZ     |       |         |       |         | 8位  | 15       |
| 1981年 | スポーツライダー                      | ヤマハ・TZ250  | 国際A級  | 250cc  | SUZ     | SUZ 1   | SUG    | SUZ     |        | SUG     | SUZ     |       |         |       |         | 1位  | 18       |
| 1981年 | スポーツライダー                      | ヤマハ・TZ500  | 国際A級  | 500cc  | SUZ Ret | SUZ     | SUG 4  | SUZ 8   |        | SUG 3   | SUZ 5   |       |         |       |         | 6位  | 31       |
| 1982年 | スポーツライダー                      | ヤマハ・TZ500  | 国際A級  | 500cc  | SUZ 5   | TSU 2   | SUZ 4  | SUG DNS | SUZ    | TSU     | TSU     | SUG 5 | SUZ C   |       |         | 4位  | 44       |
| 1983年 | スポーツライダー                      | ヤマハ・TZ500  | 国際A級  | 500cc  | SUZ 4   | TSU 1   |        | TSU Ret |        |         |         |       |         |       |         | 1位  | 86       |
| 1983年 | スポーツライダー                      | ヤマハ・YZR500 | 国際A級  | 500cc  |         |         | SUZ 2  |         | SUG 2  | SUZ     | TSU 2   | SUG 2 | SUZ 2   |       |         | 1位  | 86       |
| 1984年 | スポーツライダー                      | ヤマハ・YZR500 | 国際A級  | 500cc  | SUZ     | TSU 1   | SUG 1  | SUZ 1   | TSU 1  | SUG 2   | SUZ 3   | TSU 1 | SUG 1   | SUZ 1 | TSU Ret | 1位  | 175      |
| 1985年 | スポーツライダー                      | ヤマハ・YZR500 | 国際A級  | 500cc  | SUZ 2   | TSU 1   | SUZ 1  | TSU 1   | SUG 1  | SUZ 2   | SUG 1   | TSU C | SUG Ret | SUZ 2 |         | 1位  | 154      |
| 1986年 | Y.R.T.R (Yamaha Racing Team Roadrace) | ヤマハ・YZR500 | 国際A級  | 500cc  | SUZ 1   | TSU     | SUG    | SUZ     | TSU    | SUG     | SUZ     | SUG   | SUZ 1   |       |         | 7位  | 43       |
| 1988年 | Y.R.T.R (Yamaha Racing Team Roadrace) | ヤマハ・YZR500 | 国際A級  | 500cc  | SUZ 7   | TSU 2   | SUZ    | TSU     | SUZ    | TSU     | SUG     | SUG   | SUZ 1   | SUG 1 | TSU 1   | 5位  | 89       |
| 1989年 | Y.R.T.R (Yamaha Racing Team Roadrace) | ヤマハ・YZR500 | 国際A級  | 500cc  |         | TSU     | SUZ    |         |        | TSU     | SUG     | SUG   | SUZ     | SUG 3 | TSU 2   | 9位  | 35       |
| 1989年 | Y.R.T.R (Yamaha Racing Team Roadrace) | ヤマハ・YZF750 | 国際A級  | TT-F1  | SUZ     |         | SUZ    | TSU     | SUZ    | TSU     | SUG Ret | SUG   | SUZ     | SUG   | TSU     | NC   | 0        |
| 1990年 | Y.R.T.R (Yamaha Racing Team Roadrace) | ヤマハ・YZR500 | 国際A級  | 500cc  | TSU     | SUZ     | SUG    | TSU     | TSU    | FSW DNS | SUG 6   | SUZ 2 | SUG     | TSU   |         | 10位 | 27       |
| 1991年 | Y.R.T.R (Yamaha Racing Team Roadrace) | ヤマハ・YZR500 | 国際A級  | 500cc  | TSU 3   | SUZ Ret | SUG 12 | TSU     | TSU 10 | SUG 5   | FSW 8   | MIN 8 | SUZ 5   | SUG   | TSU     | 12位 | 63       |

- 太字はポールポジション、有効ポイント制採用シーズンの( )内は総獲得ポイント。

### ロードレース世界選手権
- 凡例
- ボールド体のレースはポールポジション、イタリック体のレースはファステストラップを記録。

| 年   | クラス | チーム                 | マシン | 1      | 2      | 3      | 4      | 5      | 6     | 7      | 8       | 9      | 10     | 11    | 12     | 13     | 14    | 15     | ポイント | 順位 | 勝利数 |
| ---- | ------ | ---------------------- | ------ | ------ | ------ | ------ | ------ | ------ | ----- | ------ | ------- | ------ | ------ | ----- | ------ | ------ | ----- | ------ | -------- | ---- | ------ |
| 1984 | 500cc  | マールボロ・ヤマハ     | YZR500 | RSA -  | ITA -  | SPA -  | AUT -  | GER -  | FRA - | YUG -  | NED 6   | BEL 6  | GBR -  | SWE - | RSM -  |        |       |        | 10       | 16位 | 0      |
| 1985 | 500cc  | マールボロ・ヤマハ     | YZR500 | RSA -  | SPA -  | GER -  | ITA 15 | AUT 9  | YUG - | NED -  | BEL -   | FRA -  | GBR -  | SWE - | RSM -  |        |       |        | 2        | 21位 | 0      |
| 1986 | 250cc  | マールボロ・ヤマハ     | YZR250 | SPA NC | ITA 22 | GER 9  | AUT 8  | YUG NC | NED 6 | BEL 9  | FRA 10  | GBR NC | SWE 13 | RSM 1 |        |        |       |        | 28       | 9位  | 1      |
| 1987 | 500cc  | マールボロ・ヤマハ     | YZR500 | JPN 6  | SPA 7  | GER 4  | ITA 6  | AUT 9  | YUG 7 | NED 18 | FRA DNS | GBR 8  | SWE 13 | CZE 3 | RSM 4  | POR NC | BRA 7 | ARG 8  | 56       | 6位  | 0      |
| 1988 | 500cc  | ヤマハレーシング       | YZR500 | JPN 5  | USA -  | SPA -  | EXP' - | ITA -  | GER - | AUT -  | NED -   | BEL -  | YUG -  | FRA - | GBR 10 | SWE 14 | CZE 5 | BRA -  | 36       | 15位 | 0      |
| 1989 | 500cc  | 資生堂TECH21レーシング | YZR500 | JPN 8  | AUS 6  | USA NC | SPA 8  | ITA -  | GER - | AUT -  | YUG -   | NED -  | BEL -  | FRA - | GBR -  | SWE 10 | CZE 9 | BRA -  | 39       | 14位 | 0      |
| 1990 | 500cc  | 資生堂TECH21レーシング | YZR500 | JPN 6  | USA -  | SPA -  | ITA -  | GER -  | AUT - | YUG -  | NED -   | BEL -  | FRA -  | GBR - | SWE -  | CZE -  | HUN - | AUS NC | 10       | 23位 | 0      |
| 1991 | 500cc  | ヤマハレーシング       | YZR500 | JPN NC | AUS -  | USA -  | SPA -  | ITA -  | GER - | AUT -  | EUR -   | NED -  | FRA -  | GBR - | RSM -  | CZE -  | VDM - | MAL -  | 0        | -    | 0      |

### 鈴鹿8時間耐久ロードレース
- ヤマハワークスより参戦時の成績のみ。

| 年   | 車番 | ペアライダー         | チーム                               | マシン | 予選順位 | 決勝順位 | 周回数 |
| ---- | ---- | -------------------- | ------------------------------------ | ------ | -------- | -------- | ------ |
| 1985 | 21   | ケニー・ロバーツ     | 資生堂TECH21レーシングチーム・ヤマハ | FZR750 | 1        | Ret      | 181    |
| 1986 | 21   | クリスチャン・サロン | 資生堂TECH21レーシングチーム・ヤマハ | YZF750 | 3        | Ret      | 102    |
| 1988 | 21   | マイケル・ドゥーハン | 資生堂TECH21レーシングチーム・ヤマハ | YZF750 | 6        | Ret      | 195    |
| 1989 | 21   | ジョン・コシンスキー | 資生堂TECH21レーシングチーム・ヤマハ | YZF750 | 5        | Ret      | 161    |
| 1990 | 21   | エディ・ローソン     | 資生堂TECH21レーシングチーム・ヤマハ | YZF750 | 3        | 1        | 205    |

### その他の海外レース
- 1981年 マカオグランプリ 予選で負傷し決勝レースDNS
- 1984年 AMAデイトナ200マイルレース 決勝5位